# 205599 Walkowicz
205599 Walkowicz è un asteroide della fascia principale. Scoperto nel 2001, presenta un'orbita caratterizzata da un semiasse maggiore pari a 2,1387342 UA e da un'eccentricità di 0,0298138, inclinata di 2,90172° rispetto all'eclittica.